# Mata Pernambucana
Mata Pernambucana is een van de vijf mesoregio's van de Braziliaanse deelstaat Pernambuco. Zij grenst aan de mesoregio's Agreste Pernambucano, Agreste Paraibano (PB), Mata Paraibana (PB), Metropolitana do Recife en Leste Alagoano (AL). De mesoregio heeft een oppervlakte van ca. 8.641 km². In 2005 werd het inwoneraantal geschat op 1.193.661.
Drie microregio's behoren tot deze mesoregio:
- Mata Meridional Pernambucana
- Mata Setentrional Pernambucana
- Vitória de Santo Antão

Mesoregio's: Agreste Pernambucano · Mata Pernambucana · Metropolitana do Recife · São Francisco Pernambucano · Sertão Pernambucano

Microregio's: Alto Capibaribe · Araripina · Brejo Pernambucano · Fernando de Noronha · Garanhuns · Itamaracá · Itaparica · Mata Meridional Pernambucana · Mata Setentrional Pernambucana · Médio Capibaribe · Pajeú · Petrolina · Recife · Salgueiro · Sertão do Moxotó · Suape · Vale do Ipanema · Vale do Ipojuca · Vitória de Santo Antão